# Retrato de Julio II
El Retrato de Julio II es un óleo de 1511 a 1512, del pintor italiano del Alto Renacimiento, Rafael Sanzio. Esta pintura del papa Julio II, que se convertirá en un tema bastante popular entre Rafael y sus discípulos, fue inusual para su época y marcaría una gran influencia sobre los siguientes retratos papales. Desde sus inicios fue colgado, de manera especial, en los pilares de Santa María del Popolo, a las puertas de Roma, durante los días de fiesta y de los santos. Giorgio Vasari, escribiendo mucho después de la muerte de Julio, dijo que "era tan real y verdadero, que asustaba a todo el que le veía, como si estuviera vivo".
Según el catálogo de 1901 de la National Gallery, "Este retrato fue repetido varias veces por Rafael, o sus alumnos. Passavant enumera nueve copias... Además de tres que sólo tienen la cabeza". Existe una posible caricatura del retrato de Londres en el Palacio Corsini de Florencia, y un dibujo a tiza en Chatsworth House.

## Composición
La presentación del retratado era inusual para la época. Anteriores retratos papales los mostraban frontalmente, o arrodillados de perfil. También fue "excepcional" en esta época mostrar a la persona retratada con un determinado estado de ánimo, aquí "perdido en sus pensamientos". La intimidad de esta imagen no tiene precedentes en los retratos papales, pero se convirtió en el modelo a seguir por la mayoría de los futuros pintores de retratos papales, incluyendo a Sebastiano del Piombo y a Diego Velázquez. El "Diccionario Oxford de Arte" (2004) indica que la pintura "estableció un tipo de retratos papales que duró cerca de dos siglos".

## Procedencia
La procedencia de esta obra se construye sobre la base de documentos, el análisis de la pintura y bocetos preliminares. Durante siglos, la pintura fue guardada junto con la "Madonna de Loreto", por primera vez en Santa Maria del Popolo, y luego pasó a colecciones privadas, perdiéndose por un tiempo su ubicación. La pintura original de Rafael ahora se cree que es la versión de la National Gallery de Londres.

### Santa María del Popolo

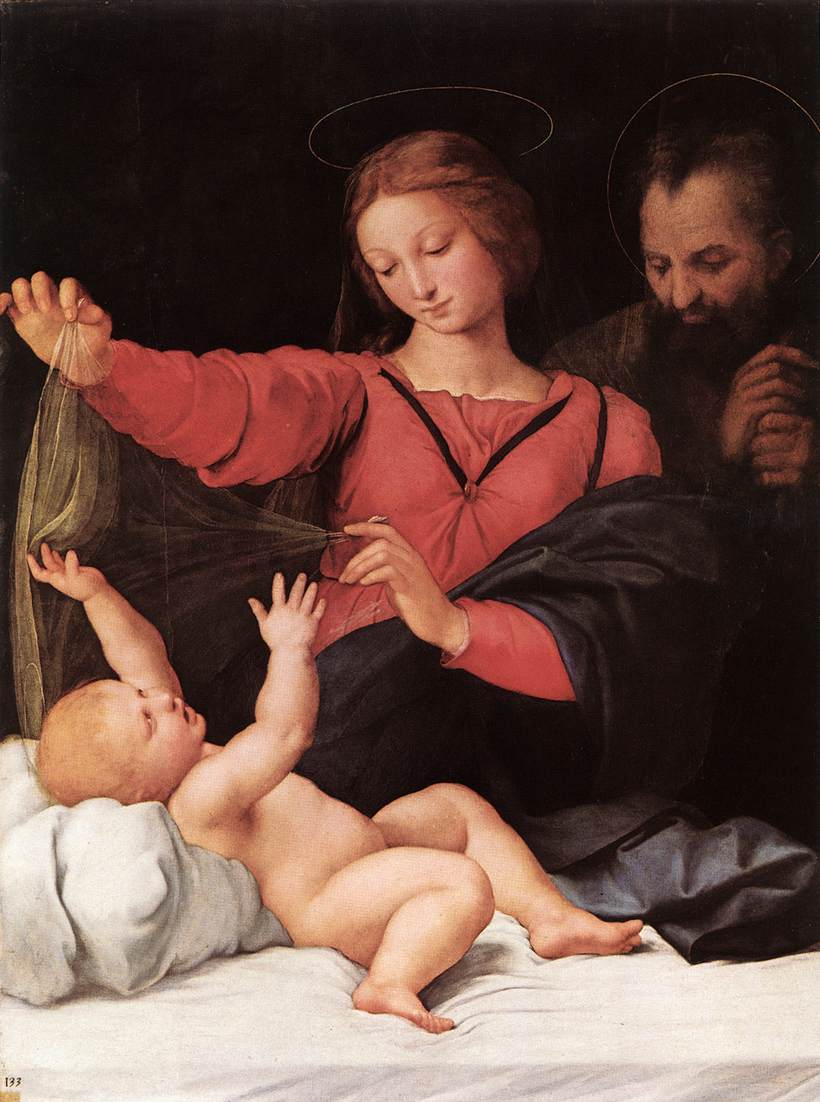
"Madonna de Loreto".

Julio II comisionó a Rafael la realización de su retrato, y de la pintura "Madonna de Loreto", que fue guardada en Santa Maria del Popolo, a las puertas de entrada a Roma.
Una impresionante variedad de artistas del Renacimiento fueron traídos para decorar Santa Maria del Popolo a partir de Rafael. Ambas pinturas de Rafael, el retrato de Julio II y la Virgen de Loreto eran colgadas en los pilares durante los días de fiesta o los días santos.
Las dos pinturas, casi del mismo tamaño, parece como si fueran destinadas a complementarse entre sí. Las dos poseen una fuerte orientación vertical. Los ojos de las figuras tienen una mirada baja que da una sensación contemplativa. El posicionamiento y la iluminación dentro de cada pintura parece indicar que estaban destinadas a cada flanco, en los laterales del altar de la capilla con cúpula. Aunque las pinturas estuvieron emparejadas por un tiempo, a través del cambio de propiedad, la "Madonna de Loreto" se encuentra ahora en el Museo Condé de Chantilly, Francia.
Como un medio para indicar la devoción del Papa Julio hacia la Virgen, que dio lugar a la pareja de pinturas, Julio encargó otro cuadro mariano, la "Madonna Sixtina", en la que se aprecia al Papa bajo la forma de San Sixto al lado de la Virgen.
Hay muchas suposiciones acerca de las circunstancias de la pintura luego de ser extraída de Santa Maria del Popolo, en parte porque había muchas copias de la pintura, y en parte debido a los retrasos en la publicación de documentos vitales.

### Cardenal Sfondrati
En 1591, el "Julio II" y la "Madonna de Loreto" de Rafael, fueron retiradas de la iglesia por Paolo Camillo Sfondrati cardenal y sobrino del Papa Gregorio XIV,  y en 1608, se vendió la pintura al cardenal Scipione Borghese.

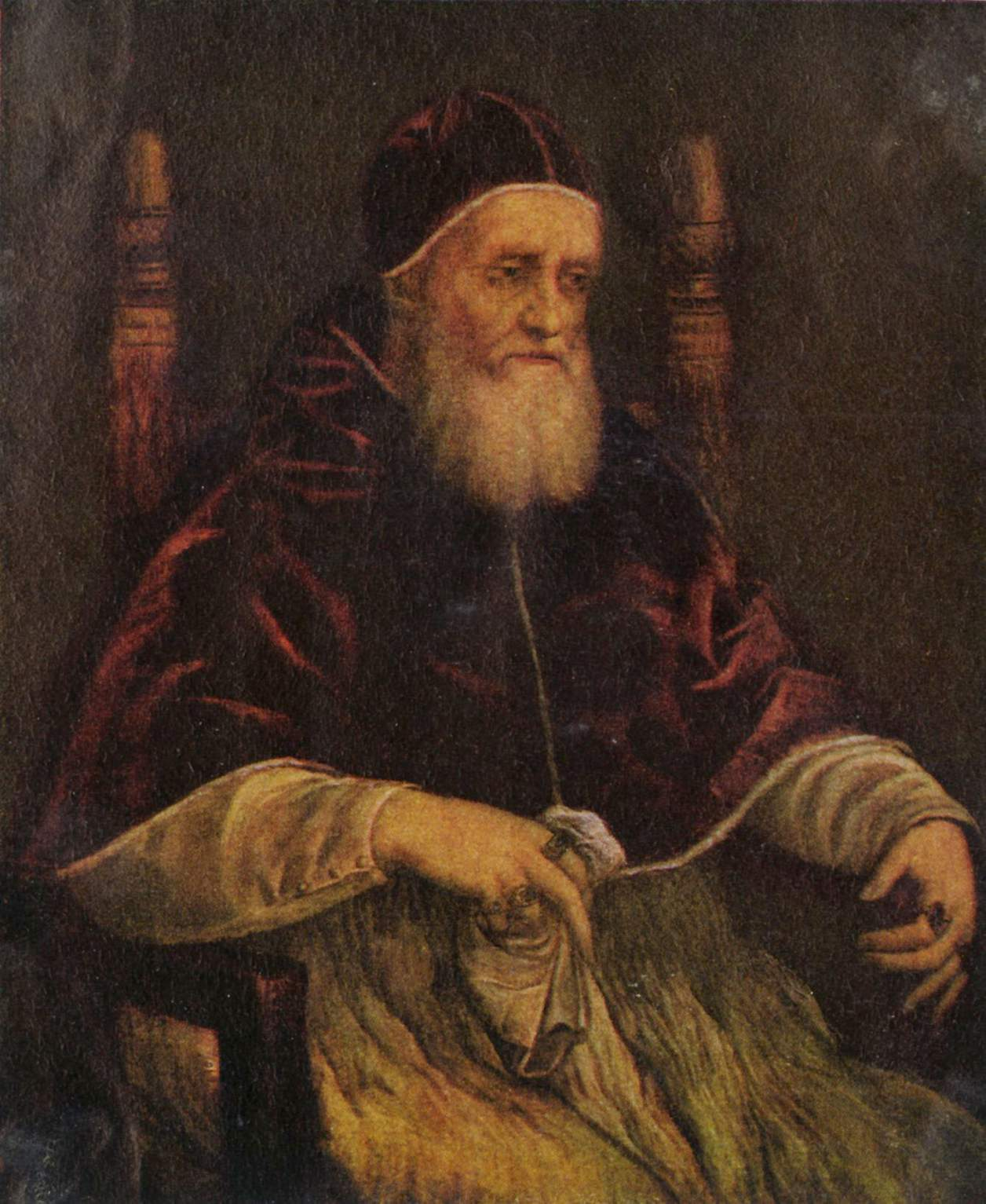
Copia del cuadro, realizada por el taller de Rafael, guardada en el Palacio Pitti.

### Colección Borghese
Las pinturas, compradas en 1608, seguían registradas como parte de la colección Borghese en 1693, con un signo inventarial en la parte inferior izquierda de la pintura. Es de suponer que dejó la colección en la década de 1790; pasó a la Colección Angerstein en 1823, y luego fue adquirida por la National Gallery de Londres en 1824.

### Pinturas en las GaleríasUffuziyNacional
Hasta 1970, se creía que la versión londinense de la pintura era una copia de un estudiante de un original de Rafael, que se creía que era la versión existente en la Galería de los Uffizi. En ese año, la National Gallery de Cecil Gould y Konrad Oberhuber, junto con otros, llegaron a la conclusión de la veracidad de la pintura guardada en Londres, con referencia a datos científicos y registros históricos. Sin embargo, la atribución no es universalmente aceptada y fue cuestionada en 1996 por James Beck en Artibus et Historiae. La versión de la Galería Uffizi fue prestada al museo Palacio de Bellas Artes de Ciudad de México, donde fue exhibida hasta el 27 de septiembre de 2015.